# Acanthomastax bifida
Acanthomastax bifida är en insektsart som beskrevs av Marius Descamps 1964. Acanthomastax bifida ingår i släktet Acanthomastax och familjen Euschmidtiidae. Inga underarter finns listade i Catalogue of Life.